# Élections cantonales de 2004 dans l'Isère
Les élections cantonales ont eu lieu les 21 et 28 mars 2004.
Lors de ces élections, 29 des 58 cantons de l'Isère ont été renouvelés. Elles ont vu la reconduction de la majorité socialiste dirigée par André Vallini, président du conseil général depuis 2001.

## Résultats à l’échelle du département
Répartition départementale des résultats (2e tour).
- PCF (9,25 %)
- PS (34,03 %)
- DVG (8,51 %)
- Verts (2,51 %)
- UMP (23,87 %)
- UDF (5,71 %)
- DVD (9,16 %)
- FN (6,96 %)

| Étiquette      | Étiquette                          | Premier tour | Premier tour | Second tour | Second tour | Sièges |
| Étiquette      | Étiquette                          | Voix         | %            | Voix        | %           | Sièges |
| -------------- | ---------------------------------- | ------------ | ------------ | ----------- | ----------- | ------ |
|                | Parti socialiste                   | 47 507       | 23,38        | 63 246      | 34,03       | 11     |
|                | Divers gauche                      | 20 786       | 10,23        | 15 815      | 8,51        | 4      |
|                | Parti communiste français          | 19 387       | 9,54         | 17 198      | 9,25        | 3      |
|                | Les Verts                          | 9 086        | 4,47         | 4 661       | 2,51        | 1      |
|                | Extrême gauche                     | 7 476        | 3,68         |             |             |        |
|                | Parti radical de gauche            | 783          | 0,39         |             |             |        |
| Gauche         | Gauche                             | 105 025      | 51,69        | 100 920     | 54,30       | 19     |
|                |                                    |              |              |             |             |        |
|                | Union pour un mouvement populaire  | 42 446       | 20,89        | 44 373      | 23,87       | 7      |
|                | Front national                     | 29 006       | 14,28        | 12 940      | 6,96        | 0      |
|                | Divers droite                      | 16 281       | 8,01         | 17 030      | 9,16        | 3      |
|                | Union pour la démocratie française | 8 705        | 4,28         | 10 615      | 5,71        | 0      |
| Droite         | Droite                             | 96 438       | 47,46        | 84 958      | 45,70       | 10     |
|                |                                    |              |              |             |             |        |
|                | Écologistes divers                 | 1 305        | 0,64         |             |             |        |
|                | Divers                             | 413          | 0,20         |             |             |        |
|                |                                    |              |              |             |             |        |
| Inscrits       | Inscrits                           | 338 310      | 100,00       | 300 506     | 100,00      |        |
| Abstention     | Abstention                         | 127 864      | 37,79        | 104 775     | 34,87       |        |
| Votants        | Votants                            | 210 446      | 62.21        | 195 731     | 65,13       |        |
| Blancs et nuls | Blancs et nuls                     | 7 265        | 3,45         | 9 853       | 5,03        |        |
| Exprimés       | Exprimés                           | 203 181      | 96,55        | 185 878     | 94,97       |        |

## Résultats par canton

### Canton du Bourg-d'Oisans
| Candidats      | Candidats            | Étiquette      | Premier tour | Premier tour | Second tour | Second tour |
| Candidats      | Candidats            | Étiquette      | Voix         | %            | Voix        | %           |
| -------------- | -------------------- | -------------- | ------------ | ------------ | ----------- | ----------- |
|                | Christian Pichoud*   | DVG            | 1 936        | 38,99        | 2 789       | 51,70       |
|                | Jean-Robert Wendling | UMP            | 1 537        | 30,96        | 2 606       | 48,30       |
|                | Xavier Charpe        | DVG            | 604          | 12,17        |             |             |
|                | Marie-Agnès Vouriot  | FN             | 413          | 8,32         |             |             |
|                | Michelle Pelletier   | PCF            | 343          | 6,91         |             |             |
|                | Thierry Grand        | EXG            | 132          | 2,66         |             |             |
|                |                      |                |              |              |             |             |
| Inscrits       | Inscrits             | Inscrits       | 8 664        | 100,00       | 8 664       | 100,00      |
| Abstention     | Abstention           | Abstention     | 3 532        | 40,77        | 3 051       | 35,21       |
| Votants        | Votants              | Votants        | 5 132        | 59,23        | 5 613       | 64,79       |
| Blancs et nuls | Blancs et nuls       | Blancs et nuls | 167          | 3,25         | 218         | 3,88        |
| Exprimés       | Exprimés             | Exprimés       | 4 965        | 96,75        | 5 395       | 96,12       |

*sortant

### Canton de Bourgoin-Jallieu-Sud
| Candidats      | Candidats          | Étiquette      | Premier tour | Premier tour | Second tour | Second tour |
| Candidats      | Candidats          | Étiquette      | Voix         | %            | Voix        | %           |
| -------------- | ------------------ | -------------- | ------------ | ------------ | ----------- | ----------- |
|                | Alain Cottalorda   | PS             | 2 510        | 30,57        | 4 326       | 48,49       |
|                | Andrée Rabilloud   | DVD            | 2 059        | 25,08        | 3 228       | 36,18       |
|                | Maurice Faurobert  | FN             | 1 473        | 17,94        | 1 368       | 15,33       |
|                | Michel Rival       | PCF            | 829          | 10,10        |             |             |
|                | Christophe Laville | Verts          | 645          | 7,86         |             |             |
|                | France Felix       | DVD            | 399          | 4,86         |             |             |
|                | Christine Tulipe   | EXG            | 198          | 2,41         |             |             |
|                | Djamila Boucetta   | PRG            | 98           | 1,19         |             |             |
|                |                    |                |              |              |             |             |
| Inscrits       | Inscrits           | Inscrits       | 14 398       | 100,00       | 14 411      | 100,00      |
| Abstention     | Abstention         | Abstention     | 5 836        | 40,53        | 5 237       | 36,34       |
| Votants        | Votants            | Votants        | 8 562        | 59,47        | 9 174       | 63,66       |
| Blancs et nuls | Blancs et nuls     | Blancs et nuls | 351          | 4,10         | 252         | 2,75        |
| Exprimés       | Exprimés           | Exprimés       | 8 211        | 95,90        | 8 922       | 97,25       |

### Canton de Clelles
| Candidats      | Candidats            | Étiquette      | Premier tour | Premier tour | Second tour | Second tour |
| Candidats      | Candidats            | Étiquette      | Voix         | %            | Voix        | %           |
| -------------- | -------------------- | -------------- | ------------ | ------------ | ----------- | ----------- |
|                | Pierre Gimel*        | UMP            | 558          | 44,01        | 794         | 59,17       |
|                | Capucine Le Douarin  | PS             | 432          | 34,07        | 548         | 40,83       |
|                | Samuel Martin        | SE             | 174          | 13,72        |             |             |
|                | Sébastien Zimmermann | FN             | 46           | 3,63         |             |             |
|                | Claudine Ghezzani    | PCF            | 34           | 2,68         |             |             |
|                | Isabelle Simon       | EXG            | 18           | 1,42         |             |             |
|                | Fannie Malaterre     | EXG            | 6            | 0,47         |             |             |
|                |                      |                |              |              |             |             |
| Inscrits       | Inscrits             | Inscrits       | 1 639        | 100,00       | 1 639       | 100,00      |
| Abstention     | Abstention           | Abstention     | 345          | 21,05        | 253         | 15,44       |
| Votants        | Votants              | Votants        | 1 294        | 78,95        | 1 386       | 84,56       |
| Blancs et nuls | Blancs et nuls       | Blancs et nuls | 26           | 2,01         | 44          | 3,17        |
| Exprimés       | Exprimés             | Exprimés       | 1 268        | 97,99        | 1 342       | 96,83       |

*sortant

### Canton de Corps
| Candidats      | Candidats              | Étiquette      | Premier tour | Premier tour | Second tour | Second tour |
| Candidats      | Candidats              | Étiquette      | Voix         | %            | Voix        | %           |
| -------------- | ---------------------- | -------------- | ------------ | ------------ | ----------- | ----------- |
|                | Gérard Cardin*         | UMP            | 671          | 47,86        | 780         | 51,08       |
|                | Marie-Noëlle Battistel | DVG            | 636          | 45,36        | 747         | 48,92       |
|                | Pierre Aufort          | FN             | 58           | 4,14         |             |             |
|                | Marie-Louise Borrani   | EXG            | 19           | 1,36         |             |             |
|                | Maurice Colliat        | EXG            | 18           | 1,28         |             |             |
|                |                        |                |              |              |             |             |
| Inscrits       | Inscrits               | Inscrits       | 1 922        | 100,00       | 1 923       | 100,00      |
| Abstention     | Abstention             | Abstention     | 486          | 25,29        | 361         | 18,77       |
| Votants        | Votants                | Votants        | 1 436        | 74,71        | 1 562       | 81,23       |
| Blancs et nuls | Blancs et nuls         | Blancs et nuls | 34           | 2,37         | 35          | 2,24        |
| Exprimés       | Exprimés               | Exprimés       | 1 402        | 97,63        | 1 527       | 97,76       |

*sortant

### Canton de Crémieu
| Candidats      | Candidats             | Étiquette      | Premier tour | Premier tour | Second tour | Second tour |
| Candidats      | Candidats             | Étiquette      | Voix         | %            | Voix        | %           |
| -------------- | --------------------- | -------------- | ------------ | ------------ | ----------- | ----------- |
|                | Alain Moyne-Bressand* | UMP            | 4 043        | 35,64        | 5 366       | 44,26       |
|                | André Paviet-Salomon  | PS             | 2 744        | 24,19        | 4 801       | 39,60       |
|                | Bernard Ferrière      | FN             | 2 190        | 19,30        | 1 957       | 16,14       |
|                | Jean-Paul Lhuillier   | Verts          | 994          | 8,76         |             |             |
|                | Bernard Bourgier      | PCF            | 352          | 3,10         |             |             |
|                | Thérèse Piarulli      | EXG            | 299          | 2,64         |             |             |
|                | Éric Glaume           | DVG            | 276          | 2,43         |             |             |
|                | René Gauthier         | DVD            | 269          | 2,37         |             |             |
|                | Sylvie Hoarau         | PRG            | 178          | 1,57         |             |             |
|                |                       |                |              |              |             |             |
| Inscrits       | Inscrits              | Inscrits       | 19 301       | 100,00       | 19 300      | 100,00      |
| Abstention     | Abstention            | Abstention     | 7 593        | 39,34        | 6 861       | 35,55       |
| Votants        | Votants               | Votants        | 11 708       | 60,66        | 12 439      | 64,45       |
| Blancs et nuls | Blancs et nuls        | Blancs et nuls | 363          | 3,10         | 315         | 2,53        |
| Exprimés       | Exprimés              | Exprimés       | 11 345       | 96,90        | 12 124      | 97,47       |

*sortant

### Canton d'Echirolles-Est
| Candidats      | Candidats        | Étiquette      | Premier tour | Premier tour | Second tour | Second tour |
| Candidats      | Candidats        | Étiquette      | Voix         | %            | Voix        | %           |
| -------------- | ---------------- | -------------- | ------------ | ------------ | ----------- | ----------- |
|                | Claude Bertrand* | PCF            | 1 897        | 40,89        | 3 618       | 100,00      |
|                | Daniel de Murcia | PS             | 1 102        | 23,76        | Retrait     | Retrait     |
|                | Georges Theil    | FN             | 704          | 15,18        |             |             |
|                | Jacques Colliard | UMP            | 551          | 11,88        |             |             |
|                | Chantal Gomez    | EXG            | 198          | 4,27         |             |             |
|                | Cyrille Venet    | EXG            | 110          | 2,37         |             |             |
|                | Giuseppe Ferrara | PRG            | 77           | 1,66         |             |             |
|                |                  |                |              |              |             |             |
| Inscrits       | Inscrits         | Inscrits       | 7 913        | 100,00       | 7 913       | 100,00      |
| Abstention     | Abstention       | Abstention     | 3 064        | 38,72        | 3 111       | 39,32       |
| Votants        | Votants          | Votants        | 4 849        | 61,28        | 4 802       | 60,68       |
| Blancs et nuls | Blancs et nuls   | Blancs et nuls | 210          | 4,33         | 1 184       | 24,66       |
| Exprimés       | Exprimés         | Exprimés       | 4 639        | 95,67        | 3 618       | 75,34       |

*sortant

### Canton de Fontaine-Sassenage
| Candidats      | Candidats        | Étiquette      | Premier tour | Premier tour | Second tour | Second tour |
| Candidats      | Candidats        | Étiquette      | Voix         | %            | Voix        | %           |
| -------------- | ---------------- | -------------- | ------------ | ------------ | ----------- | ----------- |
|                | Alain Chaplais*  | PS             | 3 283        | 32,30        | 6 501       | 63,06       |
|                | Christian Coigne | UDF            | 2 193        | 21,57        | 3 809       | 36,94       |
|                | Yannick Boulard  | PCF            | 1 650        | 16,23        |             |             |
|                | Denis Roux       | DVD            | 1 579        | 15,53        |             |             |
|                | Daniel Michon    | FN             | 1 115        | 10,97        |             |             |
|                | Aziz Oumair      | EXG            | 345          | 3,39         |             |             |
|                |                  |                |              |              |             |             |
| Inscrits       | Inscrits         | Inscrits       | 16 758       | 100,00       | 16 759      | 100,00      |
| Abstention     | Abstention       | Abstention     | 6 263        | 37,37        | 5 871       | 35,03       |
| Votants        | Votants          | Votants        | 10 495       | 62,63        | 10 888      | 64,97       |
| Blancs et nuls | Blancs et nuls   | Blancs et nuls | 330          | 3,14         | 578         | 5,31        |
| Exprimés       | Exprimés         | Exprimés       | 10 165       | 96,86        | 10 310      | 94,69       |

*sortant

### Canton du Grand-Lemps
| Candidats      | Candidats       | Étiquette      | Premier tour | Premier tour |
| Candidats      | Candidats       | Étiquette      | Voix         | %            |
| -------------- | --------------- | -------------- | ------------ | ------------ |
|                | Didier Rambaud* | PS             | 3 417        | 56,14        |
|                | Robert Douillet | DVD            | 1 448        | 23,79        |
|                | Robert Arlaud   | FN             | 806          | 13,24        |
|                | Gérard Frydman  | PCF            | 175          | 2,87         |
|                | Claude Ageron   | EXG            | 131          | 2,15         |
|                | Raoul Varela    | EXG            | 110          | 1,81         |
|                |                 |                |              |              |
| Inscrits       | Inscrits        | Inscrits       | 9 653        | 100,00       |
| Abstention     | Abstention      | Abstention     | 3 337        | 34,57        |
| Votants        | Votants         | Votants        | 6 316        | 65,43        |
| Blancs et nuls | Blancs et nuls  | Blancs et nuls | 229          | 3,63         |
| Exprimés       | Exprimés        | Exprimés       | 6 087        | 96,37        |

*sortant

### Canton de Grenoble-1
| Candidats      | Candidats         | Étiquette      | Premier tour | Premier tour | Second tour | Second tour |
| Candidats      | Candidats         | Étiquette      | Voix         | %            | Voix        | %           |
| -------------- | ----------------- | -------------- | ------------ | ------------ | ----------- | ----------- |
|                | Jean-Paul Giraud  | PS             | 3 136        | 33,43        | 3 744       | 44,54       |
|                | Olivier Bertrand  | Verts          | 1 768        | 18,84        | 4 661       | 55,46       |
|                | Bernard Betto     | UDF            | 1 593        | 16,98        |             |             |
|                | Fredy Boisrenoult | UMP            | 1 179        | 12,57        |             |             |
|                | Hugues Petit      | FN             | 977          | 10,41        |             |             |
|                | Nicolas Benoit    | PCF            | 346          | 3,69         |             |             |
|                | Catherine Brun    | EXG            | 258          | 2,75         |             |             |
|                | Annie Cahors      | EXG            | 125          | 1,33         |             |             |
|                |                   |                |              |              |             |             |
| Inscrits       | Inscrits          | Inscrits       | 16 258       | 100,00       | 16 259      | 100,00      |
| Abstention     | Abstention        | Abstention     | 6 616        | 40,69        | 6 491       | 39,92       |
| Votants        | Votants           | Votants        | 9 642        | 59,31        | 9 768       | 60,08       |
| Blancs et nuls | Blancs et nuls    | Blancs et nuls | 260          | 2,70         | 1 363       | 13,95       |
| Exprimés       | Exprimés          | Exprimés       | 9 382        | 97,30        | 8 405       | 86,05       |

### Canton de Grenoble-3
| Candidats      | Candidats                | Étiquette      | Premier tour | Premier tour | Second tour | Second tour |
| Candidats      | Candidats                | Étiquette      | Voix         | %            | Voix        | %           |
| -------------- | ------------------------ | -------------- | ------------ | ------------ | ----------- | ----------- |
|                | Denis Pinot*             | PS             | 2 339        | 32,76        | 4 859       | 67,45       |
|                | Nathalie Beranger        | UMP            | 1 456        | 20,39        | 2 345       | 32,55       |
|                | Sadok Bouzaiene          | DVG            | 983          | 13,77        |             |             |
|                | Doris Schneider          | FN             | 773          | 10,83        |             |             |
|                | Colette Fillion-Nicollet | DVG            | 762          | 10,67        |             |             |
|                | Patrice Voir             | PCF            | 350          | 4,90         |             |             |
|                | Armand Broche            | EXG            | 224          | 3,14         |             |             |
|                | Josiane Hirel            | SE             | 141          | 1,97         |             |             |
|                | Éric Esnault             | EXG            | 65           | 0,91         |             |             |
|                | Quentin Banliat          | SE             | 47           | 0,66         |             |             |
|                |                          |                |              |              |             |             |
| Inscrits       | Inscrits                 | Inscrits       | 12 262       | 100,00       | 12 262      | 100,00      |
| Abstention     | Abstention               | Abstention     | 4 938        | 40,27        | 4 641       | 37,85       |
| Votants        | Votants                  | Votants        | 7 324        | 59,73        | 7 621       | 62,15       |
| Blancs et nuls | Blancs et nuls           | Blancs et nuls | 184          | 2,51         | 417         | 5,47        |
| Exprimés       | Exprimés                 | Exprimés       | 7 140        | 97,49        | 7 204       | 94,53       |

*sortant

### Canton de Grenoble-6
| Candidats      | Candidats         | Étiquette      | Premier tour | Premier tour | Second tour | Second tour |
| Candidats      | Candidats         | Étiquette      | Voix         | %            | Voix        | %           |
| -------------- | ----------------- | -------------- | ------------ | ------------ | ----------- | ----------- |
|                | Gisèle Perez*     | PS             | 2 078        | 37,35        | 3 751       | 65,39       |
|                | Nicolas Pinel     | UDF            | 1 242        | 22,33        | 1 985       | 34,61       |
|                | Benjamin David    | FN             | 762          | 13,70        |             |             |
|                | Abdel Hakim Sabri | Verts          | 653          | 11,74        |             |             |
|                | Zohra Chorfa      | PCF            | 301          | 5,41         |             |             |
|                | Roland Calmel     | EXG            | 213          | 3,83         |             |             |
|                | Jamal Zaimia      | DVG            | 180          | 3,24         |             |             |
|                | Guy Rabasa        | EXG            | 83           | 1,49         |             |             |
|                | Bruno Abrial      | SE             | 51           | 0,92         |             |             |
|                | Abdelaziz Serrag  | UMP            | 0            | 0,00         |             |             |
|                |                   |                |              |              |             |             |
| Inscrits       | Inscrits          | Inscrits       | 10 449       | 100,00       | 10 451      | 100,00      |
| Abstention     | Abstention        | Abstention     | 4 683        | 44,82        | 4 347       | 41,59       |
| Votants        | Votants           | Votants        | 5 766        | 55,18        | 6 104       | 58,41       |
| Blancs et nuls | Blancs et nuls    | Blancs et nuls | 203          | 3,52         | 368         | 6,03        |
| Exprimés       | Exprimés          | Exprimés       | 5 563        | 96,48        | 5 736       | 93,97       |

*sortant

### Canton de Heyrieux
| Candidats      | Candidats        | Étiquette      | Premier tour | Premier tour | Second tour | Second tour |
| Candidats      | Candidats        | Étiquette      | Voix         | %            | Voix        | %           |
| -------------- | ---------------- | -------------- | ------------ | ------------ | ----------- | ----------- |
|                | Bernard Saugey*  | UMP            | 3 503        | 45,13        | 4 127       | 49,10       |
|                | Thierry Auboyer  | DVG            | 2 407        | 31,01        | 3 111       | 37,01       |
|                | Raymond Bailly   | FN             | 1 359        | 17,51        | 1 167       | 13,88       |
|                | Élisabeth Thomas | EXG            | 266          | 3,43         |             |             |
|                | André Mondange   | PCF            | 227          | 2,92         |             |             |
|                |                  |                |              |              |             |             |
| Inscrits       | Inscrits         | Inscrits       | 13 052       | 100,00       | 13 064      | 100,00      |
| Abstention     | Abstention       | Abstention     | 5 024        | 38,49        | 4 459       | 34,13       |
| Votants        | Votants          | Votants        | 8 028        | 61,51        | 8 605       | 65,87       |
| Blancs et nuls | Blancs et nuls   | Blancs et nuls | 266          | 3,31         | 200         | 2,32        |
| Exprimés       | Exprimés         | Exprimés       | 7 762        | 96,69        | 8 405       | 97,68       |

*sortant

### Canton de La Verpillière
| Candidats      | Candidats        | Étiquette      | Premier tour | Premier tour | Second tour | Second tour |
| Candidats      | Candidats        | Étiquette      | Voix         | %            | Voix        | %           |
| -------------- | ---------------- | -------------- | ------------ | ------------ | ----------- | ----------- |
|                | Denis Vernay*    | DVG            | 2 218        | 35,49        | 3 189       | 47,08       |
|                | Damien Michallet | UMP            | 1 507        | 24,12        | 2 370       | 34,99       |
|                | Hugues Girard    | FN             | 1 368        | 21,89        | 1 215       | 17,94       |
|                | Lucien Perrin    | UDF            | 410          | 6,56         |             |             |
|                | Michele Meffre   | PCF            | 308          | 4,93         |             |             |
|                | Christine Pessah | EXG            | 260          | 4,16         |             |             |
|                | Martine Peretti  | PRG            | 178          | 2,85         |             |             |
|                |                  |                |              |              |             |             |
| Inscrits       | Inscrits         | Inscrits       | 11 070       | 100,00       | 11 068      | 100,00      |
| Abstention     | Abstention       | Abstention     | 4 579        | 41,36        | 4 097       | 37,02       |
| Votants        | Votants          | Votants        | 6 491        | 58,64        | 6 971       | 62,98       |
| Blancs et nuls | Blancs et nuls   | Blancs et nuls | 242          | 3,73         | 197         | 2,83        |
| Exprimés       | Exprimés         | Exprimés       | 6 249        | 96,27        | 6 774       | 97,17       |

*sortant

### Canton de La Mure
| Candidats      | Candidats             | Étiquette      | Premier tour | Premier tour | Second tour | Second tour |
| Candidats      | Candidats             | Étiquette      | Voix         | %            | Voix        | %           |
| -------------- | --------------------- | -------------- | ------------ | ------------ | ----------- | ----------- |
|                | Charles Galvin*       | PS             | 2 270        | 36,40        | 3 434       | 52,85       |
|                | Fabrice Marchiol      | UMP            | 1 983        | 31,79        | 3 064       | 47,15       |
|                | Serge Rejneri         | DVG            | 677          | 10,85        |             |             |
|                | Monique Planche       | FN             | 592          | 9,49         |             |             |
|                | Marie-Madeleine Rajau | PCF            | 312          | 5,00         |             |             |
|                | François Silvestrini  | DVD            | 245          | 3,93         |             |             |
|                | Roland Begot          | EXG            | 158          | 2,53         |             |             |
|                |                       |                |              |              |             |             |
| Inscrits       | Inscrits              | Inscrits       | 9 935        | 100,00       | 9 925       | 100,00      |
| Abstention     | Abstention            | Abstention     | 3 431        | 34,53        | 3 026       | 30,49       |
| Votants        | Votants               | Votants        | 6 504        | 65,47        | 6 899       | 69,51       |
| Blancs et nuls | Blancs et nuls        | Blancs et nuls | 267          | 4,11         | 401         | 5,81        |
| Exprimés       | Exprimés              | Exprimés       | 6 237        | 95,89        | 6 498       | 94,19       |

*sortant

### Canton de Mens
| Candidats      | Candidats                 | Étiquette      | Premier tour | Premier tour | Second tour | Second tour |
| Candidats      | Candidats                 | Étiquette      | Voix         | %            | Voix        | %           |
| -------------- | ------------------------- | -------------- | ------------ | ------------ | ----------- | ----------- |
|                | Annette Pellegrin         | PS             | 701          | 36,51        | 1 173       | 61,51       |
|                | Philippe Gazin            | DVD            | 478          | 24,90        | 734         | 38,49       |
|                | Gérard Chevally           | DVG            | 294          | 15,31        | Retrait     | Retrait     |
|                | Jean-Paul Mauberret       | PCF            | 231          | 12,03        |             |             |
|                | Irène Gomez Martinez      | FN             | 111          | 5,78         |             |             |
|                | Véronique Roche-Bereyziat | Verts          | 85           | 4,43         |             |             |
|                | Xavier Blanchard          | EXG            | 14           | 0,73         |             |             |
|                | Jean-Luc Lesecque         | EXG            | 6            | 0,31         |             |             |
|                |                           |                |              |              |             |             |
| Inscrits       | Inscrits                  | Inscrits       | 2 550        | 100,00       | 2 549       | 100,00      |
| Abstention     | Abstention                | Abstention     | 585          | 22,94        | 523         | 20,52       |
| Votants        | Votants                   | Votants        | 1 965        | 77,06        | 2 026       | 79,48       |
| Blancs et nuls | Blancs et nuls            | Blancs et nuls | 45           | 2,29         | 119         | 5,87        |
| Exprimés       | Exprimés                  | Exprimés       | 1 920        | 97,71        | 1 907       | 94,13       |

### Canton de Monestier-de-Clermont
| Candidats      | Candidats               | Étiquette      | Premier tour | Premier tour |
| Candidats      | Candidats               | Étiquette      | Voix         | %            |
| -------------- | ----------------------- | -------------- | ------------ | ------------ |
|                | Roger Pellat Finet*     | DVD            | 1 188        | 50,04        |
|                | Christian Durif         | DVG            | 643          | 27,09        |
|                | Jean-François Bobillier | Verts          | 218          | 9,18         |
|                | Alain Pernet            | PCF            | 143          | 6,02         |
|                | Marie Mateos            | FN             | 143          | 6,02         |
|                | Jean-Claude Poissonnier | EXG            | 39           | 1,64         |
|                |                         |                |              |              |
| Inscrits       | Inscrits                | Inscrits       | 3 258        | 100,00       |
| Abstention     | Abstention              | Abstention     | 817          | 25,08        |
| Votants        | Votants                 | Votants        | 2 441        | 74,92        |
| Blancs et nuls | Blancs et nuls          | Blancs et nuls | 67           | 2,74         |
| Exprimés       | Exprimés                | Exprimés       | 2 374        | 97,26        |

*sortant

### Canton de Morestel
| Candidats      | Candidats         | Étiquette      | Premier tour | Premier tour | Second tour | Second tour |
| Candidats      | Candidats         | Étiquette      | Voix         | %            | Voix        | %           |
| -------------- | ----------------- | -------------- | ------------ | ------------ | ----------- | ----------- |
|                | Christian Rival*  | UMP            | 3 769        | 40,05        | 4 628       | 44,90       |
|                | Thierry Lagrange  | PS             | 2 111        | 22,43        | 4 102       | 39,80       |
|                | Alain Besson      | FN             | 1 745        | 18,54        | 1 577       | 15,30       |
|                | Marcel Tournier   | PCF            | 1 025        | 10,89        |             |             |
|                | Jacky Ravaz       | EXG            | 325          | 3,45         |             |             |
|                | Michèle Gallino   | EXG            | 292          | 3,10         |             |             |
|                | Joseph Piscitello | PRG            | 144          | 1,53         |             |             |
|                |                   |                |              |              |             |             |
| Inscrits       | Inscrits          | Inscrits       | 16 390       | 100,00       | 16 390      | 100,00      |
| Abstention     | Abstention        | Abstention     | 6 592        | 40,22        | 5 823       | 35,53       |
| Votants        | Votants           | Votants        | 9 798        | 59,78        | 10 567      | 64,47       |
| Blancs et nuls | Blancs et nuls    | Blancs et nuls | 387          | 3,95         | 260         | 2,46        |
| Exprimés       | Exprimés          | Exprimés       | 9 411        | 96,05        | 10 307      | 97,54       |

*sortant

### Canton de Roussillon
| Candidats      | Candidats            | Étiquette      | Premier tour | Premier tour | Second tour | Second tour |
| Candidats      | Candidats            | Étiquette      | Voix         | %            | Voix        | %           |
| -------------- | -------------------- | -------------- | ------------ | ------------ | ----------- | ----------- |
|                | Daniel Rigaud*       | PCF            | 6 438        | 37,18        | 9 806       | 53,05       |
|                | Marie-José Point     | FN             | 3 818        | 22,05        | 3 752       | 20,30       |
|                | Marguerite Chevalier | UMP            | 3 800        | 21,94        | 4 926       | 26,65       |
|                | Bernard Moulin       | DVG            | 1 354        | 7,82         |             |             |
|                | Marc Ottogali        | Verts          | 1 254        | 7,24         |             |             |
|                | Jean Ratte           | EXG            | 654          | 3,78         |             |             |
|                |                      |                |              |              |             |             |
| Inscrits       | Inscrits             | Inscrits       | 29 817       | 100,00       | 29 817      | 100,00      |
| Abstention     | Abstention           | Abstention     | 11 773       | 39,48        | 10 733      | 36,00       |
| Votants        | Votants              | Votants        | 18 044       | 60,52        | 19 084      | 64,00       |
| Blancs et nuls | Blancs et nuls       | Blancs et nuls | 726          | 4,02         | 600         | 3,14        |
| Exprimés       | Exprimés             | Exprimés       | 17 318       | 95,98        | 18 484      | 96,86       |

*sortant

### Canton de Saint-Égrève
| Candidats      | Candidats           | Étiquette      | Premier tour | Premier tour | Second tour | Second tour |
| Candidats      | Candidats           | Étiquette      | Voix         | %            | Voix        | %           |
| -------------- | ------------------- | -------------- | ------------ | ------------ | ----------- | ----------- |
|                | Pierre Ribeaud*     | PS             | 3 736        | 34,21        | 6 158       | 56,09       |
|                | Catherine Kamowski  | DVD            | 2 074        | 18,99        | 4 821       | 43,91       |
|                | Jean-Yves Poirier   | UMP            | 2 046        | 18,73        | Retrait     | Retrait     |
|                | Isabelle Ove        | FN             | 1 044        | 9,56         |             |             |
|                | Frédéric Vergez     | DVG            | 884          | 8,09         |             |             |
|                | Jacques Stolzenberg | PCF            | 554          | 5,07         |             |             |
|                | Gérard Sauge        | EXG            | 237          | 2,17         |             |             |
|                | Aline Dotto         | EXG            | 211          | 1,93         |             |             |
|                | Patrick Nicolas     | DVD            | 135          | 1,24         |             |             |
|                |                     |                |              |              |             |             |
| Inscrits       | Inscrits            | Inscrits       | 17 509       | 100,00       | 17 510      | 100,00      |
| Abstention     | Abstention          | Abstention     | 6 295        | 35,95        | 5 930       | 33,87       |
| Votants        | Votants             | Votants        | 11 214       | 64,05        | 11 580      | 66,13       |
| Blancs et nuls | Blancs et nuls      | Blancs et nuls | 293          | 2,61         | 601         | 5,19        |
| Exprimés       | Exprimés            | Exprimés       | 10 921       | 97,39        | 10 979      | 94,81       |

*sortant

### Canton de Saint-Geoire-en-Valdaine
| Candidats      | Candidats         | Étiquette      | Premier tour | Premier tour | Second tour | Second tour |
| Candidats      | Candidats         | Étiquette      | Voix         | %            | Voix        | %           |
| -------------- | ----------------- | -------------- | ------------ | ------------ | ----------- | ----------- |
|                | André Gillet*     | DVD            | 1 859        | 48,34        | 2 514       | 61,94       |
|                | Denis Mollière    | DVG            | 1 018        | 26,47        | 1 545       | 38,06       |
|                | Rachel Beaudoin   | FN             | 564          | 14,66        |             |             |
|                | Jérôme Marcuccini | PCF            | 174          | 4,52         |             |             |
|                | Louis Chaumard    | EXG            | 146          | 3,80         |             |             |
|                | Didier Mayer      | EXG            | 85           | 2,21         |             |             |
|                |                   |                |              |              |             |             |
| Inscrits       | Inscrits          | Inscrits       | 6 427        | 100,00       | 6 428       | 100,00      |
| Abstention     | Abstention        | Abstention     | 2 432        | 37,84        | 2 172       | 33,79       |
| Votants        | Votants           | Votants        | 3 995        | 62,16        | 4 256       | 66,21       |
| Blancs et nuls | Blancs et nuls    | Blancs et nuls | 149          | 3,73         | 197         | 4,63        |
| Exprimés       | Exprimés          | Exprimés       | 3 846        | 96,27        | 4 059       | 95,37       |

*sortant

### Canton de Saint-Jean-de-Bournay
| Candidats      | Candidats               | Étiquette      | Premier tour | Premier tour |
| Candidats      | Candidats               | Étiquette      | Voix         | %            |
| -------------- | ----------------------- | -------------- | ------------ | ------------ |
|                | Georges Colombier*      | UMP            | 3 833        | 56,01        |
|                | Jean-Pascal Vivian      | PS             | 1 465        | 21,41        |
|                | Patrick Aufresne        | FN             | 1 035        | 15,12        |
|                | Danielle Cohenny Bories | PCF            | 212          | 3,10         |
|                | Dominique Ribot         | EXG            | 190          | 2,78         |
|                | Sébastien Chauveau      | PRG            | 108          | 1,58         |
|                |                         |                |              |              |
| Inscrits       | Inscrits                | Inscrits       | 10 820       | 100,00       |
| Abstention     | Abstention              | Abstention     | 3 731        | 34,48        |
| Votants        | Votants                 | Votants        | 7 089        | 65,52        |
| Blancs et nuls | Blancs et nuls          | Blancs et nuls | 246          | 3,47         |
| Exprimés       | Exprimés                | Exprimés       | 6 843        | 96,53        |

*sortant

### Canton de Saint-Marcellin
| Candidats      | Candidats         | Étiquette      | Premier tour | Premier tour | Second tour | Second tour |
| Candidats      | Candidats         | Étiquette      | Voix         | %            | Voix        | %           |
| -------------- | ----------------- | -------------- | ------------ | ------------ | ----------- | ----------- |
|                | Jean-Michel Revol | DVG            | 3 180        | 34,45        | 3 928       | 41,20       |
|                | Robert Pinet*     | UDF            | 2 504        | 27,13        | 3 363       | 35,27       |
|                | Michel Villard    | DVD            | 1 819        | 19,71        | 2 244       | 23,53       |
|                | Denis Fabre       | FN             | 1 185        | 12,84        |             |             |
|                | Vincent Robert    | EXG            | 326          | 3,53         |             |             |
|                | Giuseppe Iannone  | PCF            | 216          | 2,34         |             |             |
|                |                   |                |              |              |             |             |
| Inscrits       | Inscrits          | Inscrits       | 15 007       | 100,00       | 15 006      | 100,00      |
| Abstention     | Abstention        | Abstention     | 5 492        | 36,60        | 5 076       | 33,83       |
| Votants        | Votants           | Votants        | 9 515        | 63,40        | 9 930       | 66,17       |
| Blancs et nuls | Blancs et nuls    | Blancs et nuls | 285          | 3,00         | 395         | 3,98        |
| Exprimés       | Exprimés          | Exprimés       | 9 230        | 97,00        | 9 535       | 96,02       |

*sortant

### Canton de Saint-Martin-d'Hères-Nord
| Candidats      | Candidats          | Étiquette      | Premier tour | Premier tour | Second tour | Second tour |
| Candidats      | Candidats          | Étiquette      | Voix         | %            | Voix        | %           |
| -------------- | ------------------ | -------------- | ------------ | ------------ | ----------- | ----------- |
|                | René Proby*        | PCF            | 2 027        | 38,52        | 3 774       | 72,13       |
|                | Xavier Denizot     | UDF            | 763          | 14,50        | 1 458       | 27,87       |
|                | Giovanni Cupani    | PS             | 657          | 12,49        |             |             |
|                | Carole Joly        | FN             | 643          | 12,22        |             |             |
|                | Pascal Metton      | Verts          | 541          | 10,28        |             |             |
|                | Françoise Boulay   | DVG            | 352          | 6,69         |             |             |
|                | Jean-Alain Ziegler | EXG            | 147          | 2,79         |             |             |
|                | Frédéric Maurin    | DVG            | 70           | 1,33         |             |             |
|                | Jean-Pierre Doujon | EXG            | 62           | 1,18         |             |             |
|                |                    |                |              |              |             |             |
| Inscrits       | Inscrits           | Inscrits       | 8 807        | 100,00       | 8 807       | 100,00      |
| Abstention     | Abstention         | Abstention     | 3 364        | 38,20        | 3 222       | 36,58       |
| Votants        | Votants            | Votants        | 5 443        | 61,80        | 5 585       | 63,42       |
| Blancs et nuls | Blancs et nuls     | Blancs et nuls | 181          | 3,33         | 353         | 6,32        |
| Exprimés       | Exprimés           | Exprimés       | 5 262        | 96,67        | 5 232       | 93,68       |

*sortant

### Canton de Tullins
|                | André Vallini*         | PS             | 3 235 | 64,37  |  |  |
|                | Fabien de Sans Nicolas | UMP            | 833   | 16,57  |  |  |
|                | Nadine Bernard         | FN             | 709   | 14,11  |  |  |
|                | Pascal Delcros         | EXG            | 168   | 3,34   |  |  |
|                | Jean Piccioli          | EXG            | 81    | 1,61   |  |  |
|                |                        |                |       |        |  |  |
| Inscrits       | Inscrits               | Inscrits       | 8 118 | 100,00 |  |  |
| Abstention     | Abstention             | Abstention     | 2 913 | 35,88  |  |  |
| Votants        | Votants                | Votants        | 5 205 | 64,12  |  |  |
| Blancs et nuls | Blancs et nuls         | Blancs et nuls | 179   | 3,44   |  |  |
| Exprimés       | Exprimés               | Exprimés       | 5 026 | 96,56  |  |  |

*sortant

### Canton de Valbonnais
| Candidats      | Candidats            | Étiquette      | Premier tour | Premier tour | Second tour | Second tour |
| Candidats      | Candidats            | Étiquette      | Voix         | %            | Voix        | %           |
| -------------- | -------------------- | -------------- | ------------ | ------------ | ----------- | ----------- |
|                | Alain Mistral        | PS             | 427          | 31,28        | 601         | 40,61       |
|                | Denis Mace           | DVG            | 423          | 30,99        | 506         | 34,19       |
|                | Marcel Berthier*     | DVD            | 405          | 29,67        | 373         | 25,20       |
|                | Nicolas Prevost      | FN             | 41           | 3,00         |             |             |
|                | Guy Vincent          | PCF            | 32           | 2,34         |             |             |
|                | Véronique Blanchard  | EXG            | 24           | 1,76         |             |             |
|                | Christiane Montarges | EXG            | 13           | 0,95         |             |             |
|                |                      |                |              |              |             |             |
| Inscrits       | Inscrits             | Inscrits       | 1 871        | 100,00       | 1 871       | 100,00      |
| Abstention     | Abstention           | Abstention     | 487          | 26,03        | 373         | 19,94       |
| Votants        | Votants              | Votants        | 1 384        | 73,97        | 1 498       | 80,06       |
| Blancs et nuls | Blancs et nuls       | Blancs et nuls | 19           | 1,37         | 18          | 1,20        |
| Exprimés       | Exprimés             | Exprimés       | 1 365        | 98,63        | 1 480       | 98,80       |

*sortant

### Canton de Vienne-Sud
| Candidats      | Candidats        | Étiquette      | Premier tour | Premier tour | Second tour | Second tour |
| Candidats      | Candidats        | Étiquette      | Voix         | %            | Voix        | %           |
| -------------- | ---------------- | -------------- | ------------ | ------------ | ----------- | ----------- |
|                | Patrick Curtaud* | UMP            | 4 162        | 33,93        | 5 837       | 43,52       |
|                | Sylvain Laignel  | PS             | 3 572        | 29,12        | 5 671       | 42,28       |
|                | Pierre Rosales   | FN             | 2 270        | 18,51        | 1 904       | 14,20       |
|                | Bruno Cartier    | Verts          | 1 056        | 8,61         |             |             |
|                | Jacques Jury     | ECO            | 441          | 3,60         |             |             |
|                | Pascale Trouve   | EXG            | 405          | 3,30         |             |             |
|                | Jean Deleaz      | PCF            | 360          | 2,93         |             |             |
|                |                  |                |              |              |             |             |
| Inscrits       | Inscrits         | Inscrits       | 20 708       | 100,00       | 20 729      | 100,00      |
| Abstention     | Abstention       | Abstention     | 7 947        | 38,38        | 6 911       | 33,34       |
| Votants        | Votants          | Votants        | 12 761       | 61,62        | 13 818      | 66,66       |
| Blancs et nuls | Blancs et nuls   | Blancs et nuls | 495          | 3,88         | 406         | 2,94        |
| Exprimés       | Exprimés         | Exprimés       | 12 266       | 96,12        | 13 412      | 97,06       |

*sortant

### Canton de Villard-de-Lans
| Candidats      | Candidats           | Étiquette      | Premier tour | Premier tour | Second tour | Second tour |
| Candidats      | Candidats           | Étiquette      | Voix         | %            | Voix        | %           |
| -------------- | ------------------- | -------------- | ------------ | ------------ | ----------- | ----------- |
|                | Pierre Buisson      | DVD            | 1 415        | 25,12        | 3 116       | 54,49       |
|                | Albine Villeger     | PS             | 1 194        | 21,20        | 2 602       | 45,51       |
|                | Gérard Sauvajon     | DVD            | 909          | 16,14        | Retrait     | Retrait     |
|                | Jean-Pierre Bouvier | ECO            | 864          | 15,34        | Retrait     | Retrait     |
|                | Claude Ferradou     | UMP            | 677          | 12,02        |             |             |
|                | Patrick Brochier    | PCF            | 225          | 3,99         |             |             |
|                | Michelle Bas        | FN             | 211          | 3,75         |             |             |
|                | Raphaël Ponsard     | EXG            | 91           | 1,62         |             |             |
|                | Martine Jarry       | EXG            | 47           | 0,83         |             |             |
|                |                     |                |              |              |             |             |
| Inscrits       | Inscrits            | Inscrits       | 8 527        | 100,00       | 8 429       | 100,00      |
| Abstention     | Abstention          | Abstention     | 2 766        | 32,44        | 2 493       | 29,58       |
| Votants        | Votants             | Votants        | 5 761        | 67,56        | 5 936       | 70,42       |
| Blancs et nuls | Blancs et nuls      | Blancs et nuls | 128          | 2,22         | 218         | 3,67        |
| Exprimés       | Exprimés            | Exprimés       | 5 633        | 97,78        | 5 718       | 96,33       |

### Canton de Vinay
| Candidats      | Candidats         | Étiquette      | Premier tour | Premier tour |
| Candidats      | Candidats         | Étiquette      | Voix         | %            |
| -------------- | ----------------- | -------------- | ------------ | ------------ |
|                | Jean-Claude Coux* | DVG            | 1 889        | 51,12        |
|                | Éric Silvestrini  | UMP            | 971          | 26,28        |
|                | Gillette Fontaine | FN             | 454          | 12,29        |
|                | Claude Detroyat   | EXG            | 220          | 5,95         |
|                | Antonin Monaco    | FN             | 161          | 4,36         |
|                |                   |                |              |              |
| Inscrits       | Inscrits          | Inscrits       | 5 896        | 100,00       |
| Abstention     | Abstention        | Abstention     | 1 984        | 33,65        |
| Votants        | Votants           | Votants        | 3 912        | 66,35        |
| Blancs et nuls | Blancs et nuls    | Blancs et nuls | 217          | 5,55         |
| Exprimés       | Exprimés          | Exprimés       | 3 695        | 94,45        |

*sortant

### Canton de Voiron
| Candidats      | Candidats               | Étiquette      | Premier tour | Premier tour | Second tour | Second tour |
| Candidats      | Candidats               | Étiquette      | Voix         | %            | Voix        | %           |
| -------------- | ----------------------- | -------------- | ------------ | ------------ | ----------- | ----------- |
|                | Jean-François Gaujour   | PS             | 7 098        | 40,20        | 10 975      | 59,31       |
|                | Michel Brizard*         | UMP            | 5 367        | 30,40        | 7 530       | 40,69       |
|                | Jean-Pierre Broutschert | FN             | 2 236        | 12,66        |             |             |
|                | Danièle Falchier        | Verts          | 1 872        | 10,60        |             |             |
|                | Jean-Loup Franitch      | PCF            | 626          | 3,55         |             |             |
|                | Paulette Zaidi          | EXG            | 457          | 2,59         |             |             |
|                |                         |                |              |              |             |             |
| Inscrits       | Inscrits                | Inscrits       | 29 331       | 100,00       | 29 332      | 100,00      |
| Abstention     | Abstention              | Abstention     | 10 959       | 37,36        | 9 713       | 33,11       |
| Votants        | Votants                 | Votants        | 18 372       | 62,64        | 19 619      | 66,89       |
| Blancs et nuls | Blancs et nuls          | Blancs et nuls | 716          | 3,90         | 1 114       | 5,68        |
| Exprimés       | Exprimés                | Exprimés       | 17 656       | 96,10        | 18 505      | 94,32       |

*sortant